# Elisabeth Nielsdatter Manderup
Elisabeth Nielsdatter, dansk godsejer og adelig af slægten Manderup. Hun blev født omkring 1350 som datter af Niels Knudsen Manderup og Cecilie Nielsdatter Saltensee. Ved faderens død i 1365 arvede hun Svanholm Gods. I 1374 giftede hun sig med Anders Pedersen Panter og havde mindst én søn, Knud Andersen Panter.